# Norton (Suffolk)
Norton is een civil parish in het bestuurlijke gebied Mid Suffolk, in het Engelse graafschap Suffolk.

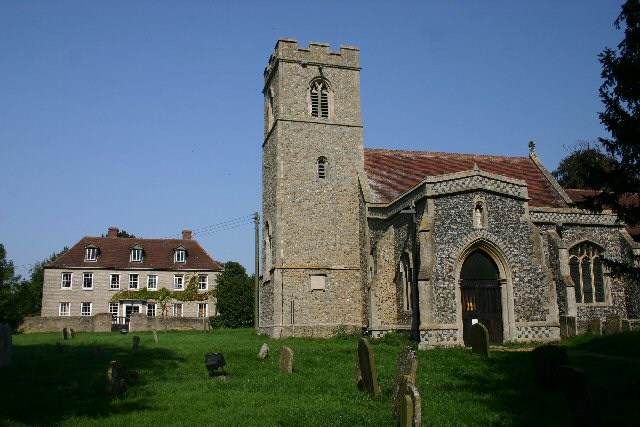
Kerk van Norton